# Thiacidas fractilinea
Pteronycta fractilinea là một loài bướm đêm trong họ Noctuidae.